# Sfigmogramma
Nella diagnostica cardiologica, lo sfigmogramma è il tracciato delle variazioni pressorie dei vasi, costituito dal susseguirsi di onde nelle quali si distinguono un tratto ascendente, una cuspide più o meno arrotondata, e un tratto discendente nel quale compare una piccola onda secondaria detta onda dicrota. Le modificazioni dei caratteri dello sfigmogramma, dipendenti della sistole ventricolare e della funzione elastica e di serbatoio del sistema arterioso, possono fornire importanti elementi nella diagnostica di diverse malattie dell'apparato cardiocircolatorio.